# Campeonato Citadino de Sorocaba de 1945
O Campeonato de Futebol da Liga Sorocaba de Futebol (LISOFU) de 1945 foi a décima edição do Campeonato Citadino de Sorocaba.
Disputado entre 4 de Março e 18 de Novembro daquele ano, teve o Fortaleza, invicto, como campeão e o Estrada na segunda colocação. 
Ao todo, foram 30 jogos, com 132 gols marcados (uma média de 4,4 por jogo).
Antes do Campeonato Citadino houve um Torneio Início, promovido pela LISOFU, onde se sagrou vencedor o Estrada.

## Participantes
- Estrada de Ferro Sorocabana Futebol Clube
- Associação Atlética Palmeiras
- Associação Atlética Scarpa
- Esporte Clube São Bento
- Fortaleza Clube
- Clube Atlético Votorantim

## Torneio Início
|  | Quartas de final | Quartas de final | Quartas de final |           |            | Semifinais | Semifinais | Semifinais |  |  | Final | Final   | Final |
|  |                  |                  |                  |           |            |            |            |            |  |  |       |         |       |
|  |                  |                  |                  |           |            |            |            |            |  |  |       |         |       |
|  |                  | Fortaleza        | 0(2)             |           |            |            |            |            |  |  |       |         |       |
|  |                  | Votorantim       | 0(3)             |           |            |            |            |            |  |  |       |         |       |
|  |                  | Votorantim       | 0(3)             |           | Votorantim | 0          |            |            |  |  |       |         |       |
|  |                  |                  |                  |           | Votorantim | 0          |            |            |  |  |       |         |       |
|  |                  |                  | Estrada          | 1         |            |            |            |            |  |  |       |         |       |
|  |                  | Estrada          | Estrada          | 1         | 1          |            |            |            |  |  |       |         |       |
|  |                  | Estrada          |                  |           | 1          |            |            |            |  |  |       |         |       |
|  |                  | Palmeiras        | 0                |           |            |            |            |            |  |  |       |         |       |
|  |                  |                  |                  |           |            |            |            |            |  |  |       | Estrada | 2(1)  |
|  |                  |                  |                  | São Bento | 2(0)       |            |            |            |  |  |       |         |       |
|  |                  |                  |                  |           |            |            |            |            |  |  |       |         |       |
|  |                  |                  |                  |           |            |            |            |            |  |  |       |         |       |
|  |                  |                  | São Bento        | 0(3)      |            |            |            |            |  |  |       |         |       |
|  |                  |                  |                  | 0(3)      |            |            |            |            |  |  |       |         |       |
|  |                  |                  | Scarpa           | 0(2)      |            |            |            |            |  |  |       |         |       |
|  |                  |                  | Scarpa           | 0(2)      |            |            |            |            |  |  |       |         |       |
|  |                  |                  |                  |           |            |            |            |            |  |  |       |         |       |
|  |                  |                  |                  |           |            |            |            |            |  |  |       |         |       |

## Tabela
PRIMEIRO TURNO
04/03 - AA Scarpa 0x3 Fortaleza
11/03 - EC Sao Bento 2x2 CA Votorantim
18/03 - EF Sorocabana 4x3 AA Palmeiras
25/03 - Fortaleza 2x2 CA Votorantim
01/04 - AA Palmeiras 1x4 AA Scarpa
08/04 - EC Sao Bento 3x2 EF Sorocabana
15/04 - CA Votorantim 2x2 AA Scarpa
22/04 - EF Sorocabana 3x3 Fortaleza
29/04 - EC Sao Bento 1x1 AA Palmeiras
06/05 - CA Votorantim 0x1 EF Sorocabana
13/05 - AA Scarpa 3x2 EC Sao Bento
20/05 - Fortaleza 3x0 AA Palmeiras
27/05 - EF Sorocabana 1x1 AA Scarpa
03/06 - AA Palmeiras 1x2 CA Votorantim
10/06 - EC Sao Bento 0x2 Fortaleza
SEGUNDO TURNO
01/07 - Fortaleza 1x0 AA Scarpa
08/07 - CA Votorantim 3x1 EC Sao Bento
15/07 - AA Palmeiras 1x2 EF Sorocabana
29/07 - AA Scarpa 7x0 AA Palmeiras
05/08 - EF Sorocabana 3x2 EC Sao Bento
26/08 - AA Palmeiras 2x2 EC Sao Bento
02/09 - EF Sorocabana 2x0 CA Votorantim
09/09 - EC Sao Bento 2x1 AA Scarpa
16/09 - AA Palmeiras 1x7 Fortaleza
23/09 - AA Scarpa 2x1 EF Sorocabana
21/10 - AA Scarpa 1x2 CA Votorantim
28/10 - Fortaleza 6x2 EF Sorocabana
04/11 - CA Votorantim 2x0 AA Palmeiras
11/11 - Fortaleza 6x1 EC Sao Bento
18/11 - Fortaleza 5x1 CA Votorantim

## Classificação final
| 1 | Fortaleza  | 10 | 18 | 8 | 2 | 0 | 38 | 10 | 28  |
| 2 | Estrada    | 10 | 12 | 5 | 2 | 3 | 21 | 21 | 0   |
| 3 | Votorantim | 10 | 11 | 4 | 3 | 3 | 16 | 17 | -1  |
| 4 | Scarpa     | 10 | 10 | 4 | 2 | 4 | 21 | 15 | 6   |
| 5 | São Bento  | 10 | 7  | 2 | 3 | 5 | 16 | 25 | -9  |
| 6 | Palmeiras  | 10 | 2  | 0 | 2 | 8 | 10 | 34 | -24 |
| J - Jogos; PG - Pontos ganhos; V - Vitórias; E - Empates; D - Derrotas; GP - Gols Pró; GC - Gols contra; SG - Saldo de gols |            |    |    |   |   |   |    |    |     |

## Premiação
| Campeão Amador de Sorocaba de 1945 |
| ---------------------------------- |
| Fortaleza Clube (3º título)        |